# Nothochrysa
Genre
Nothochrysa est un genre d'insectes de l'ordre des névroptères, de la famille des chrysopidés. 

## Liste d'espèces
Selon BioLib (25 décembre 2021) :
- Nothochrysa californica Banks, 1892
- Nothochrysa capitata (Fabricius, 1793)
- Nothochrysa fulviceps (Stephens, 1836)
- Nothochrysa indigena Needham 1909
- Nothochrysa polemia Navás, 1917
- Nothochrysa praeclara Statz, 1936
- Nothochrysa sinica Yang, 1986
- Nothochrysa stampieni Nel & Séméria, 1986
- Nothochrysa turcica Kovanci & Canbulat, 2007